# Arboretum municipal La Forestal
El Arboretum municipal La Forestal es un área natural protegida ubicada en cercanías de la localidad de Leandro N. Alem, en el departamento homónimo, provincia de Misiones en la mesopotamia argentina.

Preserva ejemplares de alrededor de 50 especies nativas y exóticas, muchos de ellos implantados hace más de medio siglo.

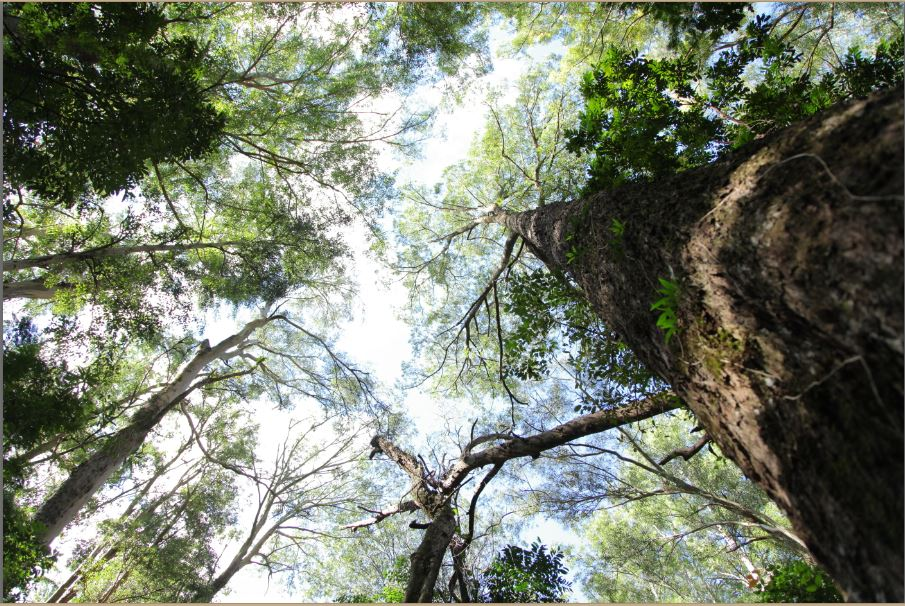
Arboretum La Forestal.

## Características generales
El arboretum abarca una superficie de 36 ha a poca distancia del ejido urbano de la localidad de Leandro N. Alem, aproximadamente en torno a la posición 27°38′14″S 55°18′12″O / -27.63722, -55.30333. A partir de la promulgación del decreto provincial n.º 1148 del año 1994 adquirió la categoría VI de protección (Área Protegida con Recursos Manejados).

Hacia fines de 1937, se establecieron en la provincia de Misiones tres estaciones forestales experimentales con el objetivo de estudiar especies nativas y exóticas y desarrollar técnicas de cultivo, a fin de producir en gran escala plantines de especies arbóreas aptas para los requerimientos de la industria forestal. Con este propósito, se importaron semillas de algunas especies como el Eucalyptus saligna, cuyo desarrollo resultó altamente exitoso. A lo largo del tiempo esas estaciones formaron parte de diferentes organismos estatales hasta quedar bajo la órbita del Instituto Forestal Nacional (IFONA), que fue disuelto en el año 1992. Finalmente en el año 1994 la antigua Estación Experimental Demostrativa Nº II de Leandro N. Alem pasó a la órbita provincial y luego municipal, adquiriendo la función actual de jardín botánico.

## Flora y fauna

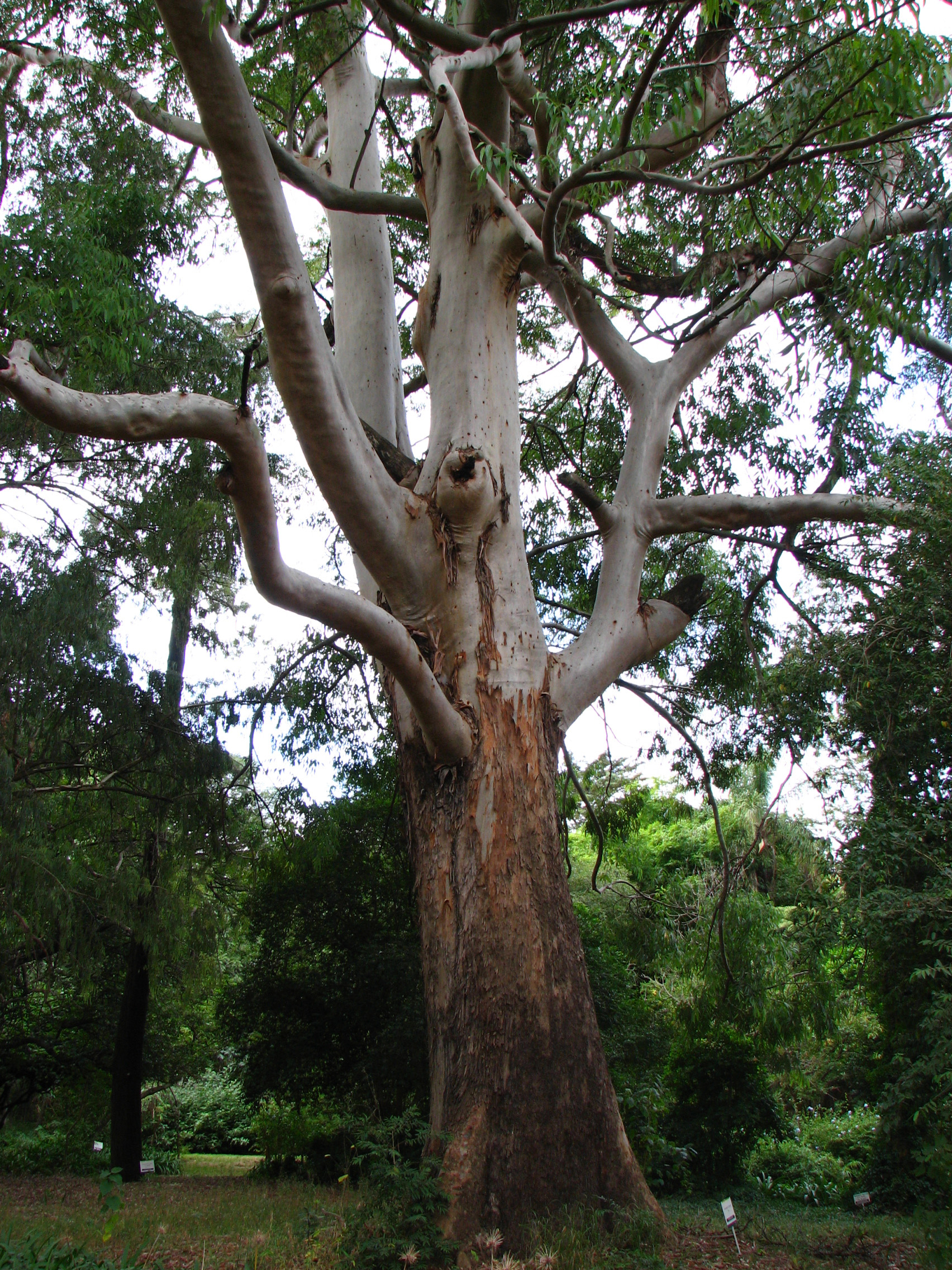
Eucalyptus saligna, originaria de Nueva Gales del Sur. Fue una de las primeras especies exóticas cultivadas en el parque.

El área protegida tuvo como función inicial el desarrollo de especies forestales, por esta causa, la flora es el aspecto destacable. Entre las especies nativas presentes se encuentran ejemplares de yerba mate (Ilex paraguariensis), cedro misionero (cedrela fissilis), lapacho amarillo (Tabebuia serratifolia) loro negro (Cordia trichotoma), incienso (Myrocarpus frondosus), guatambú (Balfourodendron riedelianum), laurel amarillo (Tabebuia serratifolia), pino paraná (Araucaria angustifolia), anchico colorado (Parapiptadenia rigida), cañafistola (Peltophorum dubium), entre otros. Entre las especies exóticas se encuentran parcelas con ejemplares de distintas especies de Eucalyptus y Pinus.
La fauna no es el aspecto más significativo del área y se ve afectada por la proximidad de la zona urbana. Sin embargo, el árboretum es el hábitat de varias especies de aves aun no estudiadas en profundidad.

## Conservación
Las mayores amenazas que afectan al arboterum derivan de las fallas en la implementación de medidas de supervisión y control, potenciadas por la cercanía al centro urbano. Los impactos detectados más frecuentemente fueron la tala de árboles con fines de obtención de leña y las acciones destructivas en general, sin ningún propósito utilitario. La caza furtiva es una amenaza latente sobre la fauna del área.